# Michaił Buksztynowicz
Michaił Fomicz Buksztynowicz (ros. Михаил Фомич Букштынович, ur. 7 września?/19 września 1892 w powiecie oszmiańskim w guberni wileńskiej, zm. 28 czerwca 1950 w Moskwie) – radziecki generał porucznik.

## Życiorys
Urodził się w białoruskiej rodzinie chłopskiej. W 1912 ukończył szkołę komercyjną w Wilnie, pracował w zarządzie kolei w Wilnie i Moskwie, w sierpniu 1915 został powołany do rosyjskiej armii, w 1916 skończył szkołę podoficerską w Taszkencie. Od listopada 1916 walczył w I wojnie światowej, w listopadzie 1917 wstąpił do Czerwonej Gwardii w Kostromie, a w 1918 do Armii Czerwonej, uczestniczył w wojnie z niemieckimi interwentami i w wojnie domowej, później także w walce z basmaczami w Azji Środkowej i Turkiestanie (od maja 1920 do marca 1921 dowodził 4 Brygadą Czerwonych Komunardów 2 Turkiestańskiej Dywizji Piechoty), był kontuzjowany. W 1924 ukończył taktyczne kursy piechoty „Wystrieł”, dowodził pułkiem piechoty w Samarze, był zastępcą dowódcy dywizji piechoty w Termezie, w 1927 skończył kursy doskonalenia wyższej kadry dowódczej i został dowódcą pułku piechoty w Aszchabadzie, później w Ferganie, pracował w sztabie Środkowoazjatyckiego Okręgu Wojskowego, 1932–1935 dowodził 56 Dywizją Piechoty w Pskowie. W sierpniu 1935 został zastępcą szefa sztabu Leningradzkiego Okręgu Wojskowego, 20 listopada 1935 otrzymał stopień komdiwa, 1936–1938 dowodził 7 Korpusem Zmechanizowanym w Peterhofie. 1 września 1938 został aresztowany podczas czystek w Armii Czerwonej i skazany na 15 lat łagru i utratę praw na 5 lat przez Wojskowe Kolegium Sądu Najwyższego ZSRR, 28 listopada 1942 został zwolniony z łagru i 31 grudnia 1942 przywrócony do służby wojskowej. Brał udział w wojnie z Niemcami na Froncie Kalinińskim, 2 Nadbałtyckim i 1 Białoruskim, uczestniczył w operacji newelskiej, leningradzko-nowogrodzkiej, rieżycko-dwinskiej, madonskiej, warszawsko-poznańskiej, pomorskiej i berlińskiej jako p.o. zastępcy dowódcy 367 Dywizji Piechoty (styczeń-marzec 1943), dowódca 28 Dywizji Piechoty (marzec-listopad 1943), dowódca 100 Korpusu Piechoty (listopad 1943–luty 1944), dowódca 19 Korpusu Piechoty (luty–sierpień 1944) i szef sztabu 3 Armii Uderzeniowej (od 12 sierpnia 1944). Otrzymał stopień generała majora (17 listopada 1943) i generała porucznika (11 lipca 1945). Po wojnie służył w Grupie Wojsk Radzieckich w Niemczech, w maju 1946 został szefem Zarządu Planowania Przysposobienia Bojowego Wojsk Lądowych, a w maju 1948 szefem grupy inspekcyjnej zastępcy głównodowodzącego Wojskami Lądowymi. Został pochowany na Cmentarzu Nowodziewiczym.

## Odznaczenia
- Order Lenina
- Order Czerwonego Sztandaru (trzykrotnie)
- Order Suworowa I klasy
- Order Suworowa II klasy
- Order Kutuzowa I klasy
- Order Kutuzowa II klasy
- Order Wojny Ojczyźnianej II klasy
- Medal jubileuszowy „XX lat Robotniczo-Chłopskiej Armii Czerwonej”
- Medal „Za zwycięstwo nad Niemcami w Wielkiej Wojnie Ojczyźnianej 1941–1945”
- Medal „Za wyzwolenie Warszawy”
- Medal „Za zdobycie Berlina”
- Medal za Odrę, Nysę, Bałtyk (Polska Ludowa)

I inne.